# Кукіль (головний убір)
Ку́кіль, ку́куль (грец. κουκούλιον < лат. cuculla) — головний убір православних і греко-католицьких ченців великої схими, а також деяких православних патріархів.
Словом cuculla (cucullus) у Римській імперії звали чепчики, які шили для немовлят. Для схимника кукіль слугує нагадуванням про дитячу незлобивість, яку він повинен брати за взірець. Окрім того, кукіль є символом Божої благодаті: подібно тому, як чепчик покриває голову немовляти, вона покриває розум подвижника й сприяє протиборству пристрастям.

## Кукіль схимника

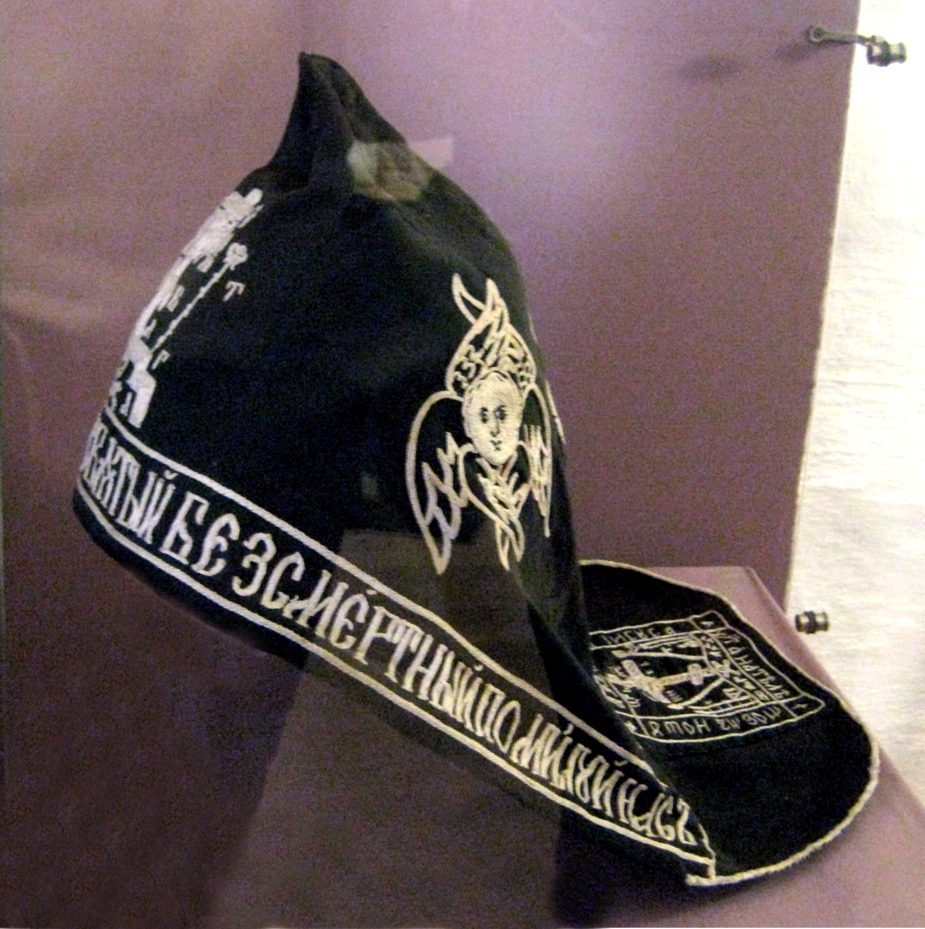
Кукіль ченця великої схими

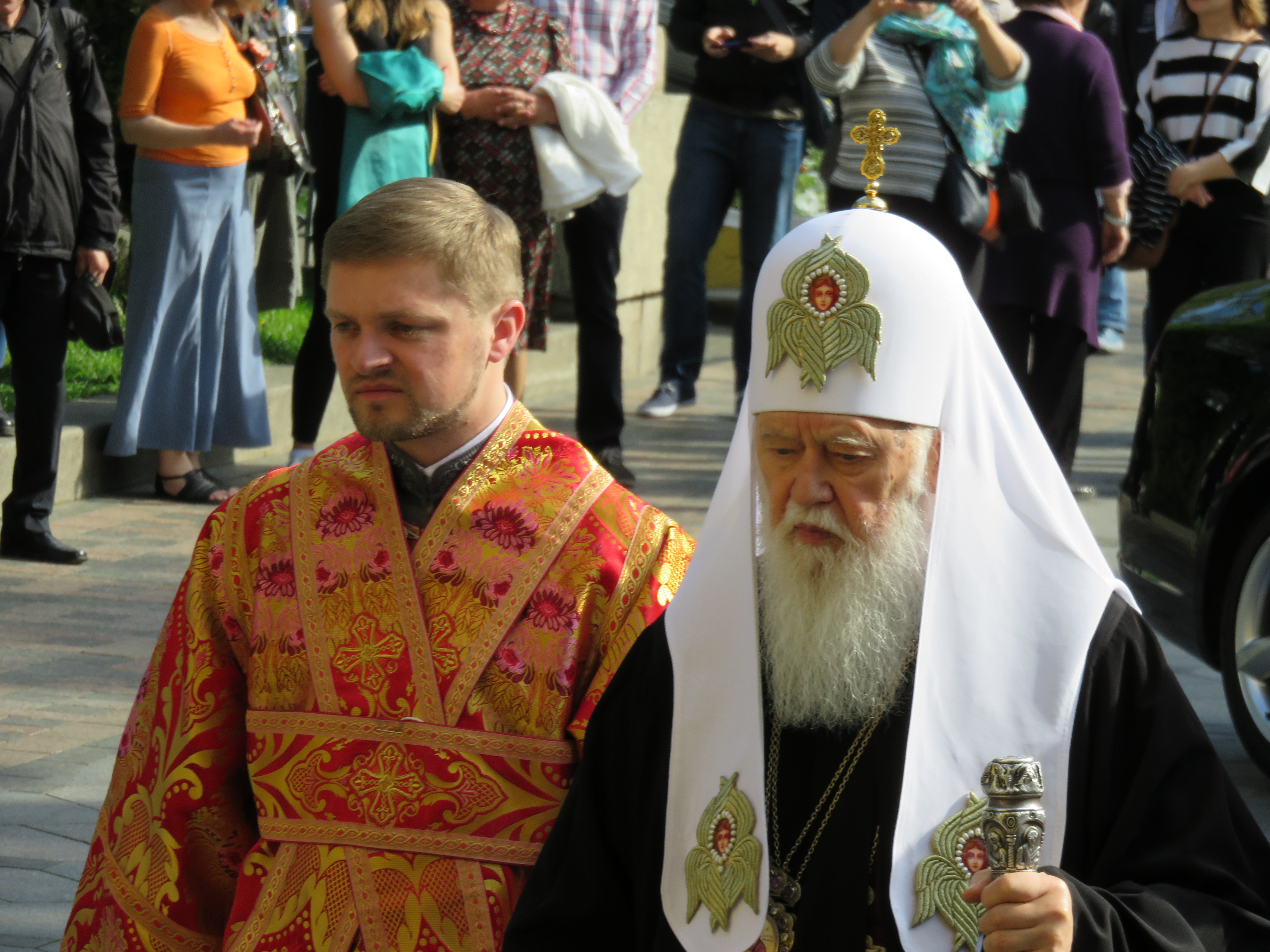
Патріарх всієї Русі-України Філарет у білому куколі з хрестом нагорі

Кукіль ченця великої схими є гострокінцевим каптуром із трьома довгими смугами, які закривають спину і груди. Ймовірно, вони походять зі звичаю ченців зав'язувати кінці намітки під підборіддям у холодну погоду, а також знімати каптур під час служби й молитви, підвішуючи його на зав'язках за спиною. Кукіль шиють із чорної матерії, вбирають білими зображеннями хрестів, серафимів і тексту Трисвятого. Під час церемонії прийняття великої схими кукіль вдягають на новопостриженого поверх мантії. У послідуванні постригу його називають куколь беззлобія, шлѣмъ спасительнаго упованїя.

## Кукіль патріарха
Патріарший кукіль — позаслужбовий головний убір патріархів деяких православних церков, що відповідає клобуку митрополитів, архієпископів і єпископів. Являє собою округлу шапочку з наміткою, округлі кінці якою спадають на спину й плечі. Верх куколя увінчаний хрестом, на чолі й на передніх кінцях намітки поміщені зображення серафимів.